# Nguyễn Ngọc Lương
 Nguyễn Ngọc Lương (sinh năm 1978) là một chính khách Việt Nam. Ông hiện là Phó Bí thư Tỉnh ủy Gia Lai nhiệm kỳ 2020 - 2025. Ông từng là Phó Bí thư Đảng ủy Trung ương Đoàn, Bí thư Thường trực Trung ương Đoàn Thanh niên Cộng sản Hồ Chí Minh khóa XII, Chủ tịch Hội Liên hiệp Thanh niên Việt Nam khóa VIII.

## Lý lịch và học vấn
Anh sinh ngày 26 tháng 11 năm 1978, quê quán: xã Thiệu Vận, huyện Thiệu Hóa, tỉnh Thanh Hóa.
Ngày vào Đảng: 29/5/2006. Ngày chính thức: 29/5/2007.
Trình độ chuyên môn: Thạc sĩ Luật Kinh tế, cử nhân Ngoại ngữ, tiến sỹ Luật học.
Lý luận chính trị: Cao cấp.
Đã tốt nghiệp lớp bồi dưỡng cán bộ dự nguồn cao cấp khóa IV.
Cha anh là ông Nguyễn Ngọc Lâm - Phó Trưởng Ban Tổ chức Trung ương Đảng Cộng sản Việt Nam.

## Sự nghiệp

### Trung ương Đoàn
Từ tháng 11/2003 - 02/2005: Phó Bí thư Chi đoàn cơ quan Ban Nội chính Trung ương; Thường trực Hội đồng Bí thư Đoàn Khối Nội chính Trung ương.
Từ tháng 03/2005 - 7/2006: Ủy viên BCH Đoàn Khối Nội chính Trung ương, Phó Chánh văn phòng Đoàn Khối Nội chính Trung ương.
Từ năm 8/2006 - 6/2007: Ủy viên BTV Đoàn Khối Nội chính Trung ương, Chánh văn phòng Đoàn Khối Nội chính Trung ương.
Từ tháng 7/2007 - 01/2009: Ủy viên BTV Đoàn Khối các cơ quan Trung ương, Trưởng ban Tổ chức - Kiểm tra Đoàn Khối các cơ quan Trung ương (từ tháng 12/2007).
Từ tháng 02/2009 - 3/2010: Phó Bí thư, Chủ nhiệm Ủy ban Kiểm tra Đoàn Khối các cơ quan Trung ương.
Từ tháng 4/2010 - 6/2011: Phó Bí thư Thường trực Đoàn Khối các cơ quan Trung ương, Ủy viên BCH Đảng bộ cơ quan Đảng ủy Khối, Bí thư Chi bộ cơ quan Đoàn Khối các cơ quan Trung ương.
Từ tháng 7/2011 - 11/2012: Ủy viên BCH Trung ương Đoàn, Bí thư Đoàn Khối các cơ quan Trung ương, Ủy viên BCH Đảng bộ cơ quan Đảng ủy Khối, Bí thư Chi bộ Đoàn Khối các cơ quan Trung ương.
Từ tháng 12/2012 - 4/2015: Ủy viên BTV Trung ương Đoàn, Ủy viên BCH Đảng bộ cơ quan Đảng ủy Khối các cơ quan Trung ương, Bí thư Đoàn Khối các cơ quan Trung ương, Ủy viên BCH Đảng bộ cơ quan Đảng ủy Khối, Bí thư Chi bộ Đoàn Khối các cơ quan Trung ương.
Từ tháng 5/2015 - 4/2016: Ủy viên BTV, Trưởng ban Đoàn kết tập hợp thanh niên Trung ương Đoàn, Phó Chủ tịch Thường trực Trung ương Hội LHTN Việt Nam, Ủy viên BCH Đảng bộ Trung ương Đoàn (từ tháng 8/2015), Phó Bí thư Chi bộ Ban Đoàn kết tập hợp thanh niên Trung ương Đoàn.
Từ tháng 4/2016 đến 05/2021: Ủy viên BTV, Trưởng ban Tuyên giáo Trung ương Đoàn, Phó Chủ tịch thường trực Trung ương Hội LHTN Việt Nam, Ủy viên BCH Đảng bộ Trung ương Đoàn, Bí thư Chi bộ Ban Tuyên giáo Trung ương Đoàn.
Từ tháng 5/2016 - 9/2016: Ủy viên Ban Thường vụ, Trưởng ban Tuyên giáo Trung ương Đoàn, ủy viên Ban Chấp hành Đảng bộ Trung ương Đoàn, Bí thư Chi bộ Ban Tuyên giáo, Phó Chủ tịch Trung ương Hội Liên hiệp Thanh niên Việt Nam
Từ tháng 9/2016 - 7/2019: Bí thư Trung ương Đoàn kiêm Trưởng ban Tuyên giáo Trung ương Đoàn, ủy viên Ban Chấp hành Đảng bộ Trung ương Đoàn, Bí thư Chi bộ Ban Tuyên giáo; Ủy viên Ban Thường vụ Đảng ủy Trung ương Đoàn, Trưởng Ban Tuyên giáo Đảng ủy, Phó Chủ nhiệm thường trực ủy ban Quốc gia về Thanh niên Việt Nam (từ tháng 2/2018); Chủ tịch Hội đồng Đội Trung ương
Từ tháng 7/2019 - 9/2022: Bí thư Trung ương Đoàn, Phó Chủ nhiệm Thường trực Ủy ban Quốc gia về Thanh niên Việt Nam, Chủ tịch Hội đồng Đội Trung ương, Ủy viên Ban Thường vụ Đảng ủy Trung ương Đoàn, Trưởng ban Tuyên giáo Đảng ủy Trung ương Đoàn.
Ngày 8 tháng 9 năm 2021, Hội nghị Ủy ban Trung ương Hội Liên hiệp thanh niên Việt Nam lần thứ 5, khóa VIII vừa hiệp thương, chọn cử anh Nguyễn Ngọc Lương giữ chức vụ Chủ tịch Trung ương Hội Liên hiệp thanh niên Việt Nam.
Ngày 28 tháng 9 năm 2022, Trung ương Đoàn tổ chức hội nghị công bố Quyết định số 2688-QĐ/TWĐTN-BTC về công tác cán bộ tại hội nghị, anh Nguyễn Ngọc Lương - Bí thư Trung ương Đoàn, Chủ tịch Trung ương Hội Liên hiệp thanh niên Việt Nam - được phân công giữ chức Bí thư Thường trực Trung ương Đoàn khóa XI.
Từ tháng 10 năm 2022 - 10/2024: Phó Bí thư Đảng ủy Trung ương Đoàn, Bí thư Thường trực Trung ương Đoàn, Chủ tịch Hội Liên hiệp Thanh niên Việt Nam khóa VIII.

### Tỉnh ủy Gia Lai
Ngày 06 tháng 11 năm 2024, Ban Chấp hành Đảng bộ tỉnh Gia Lai tổ chức Hội nghị triển khai Quyết định của Ban Bí thư về việc chỉ định nhân sự giữ chức Phó Bí thư Tỉnh ủy.
Tại Hội nghị, đồng chí Nguyễn Ngọc Dũng, Phó Vụ trưởng Vụ địa phương II, Ban Tổ chức Trung ương đã công bố Quyết định số 1639-QĐNS/TW của Ban Bí thư về điều động, chỉ định giữ chức Phó Bí thư Tỉnh ủy Gia Lai nhiệm kỳ 2020-2025. 
Theo đó, Ban Bí thư Quyết định đồng chí Nguyễn Ngọc Lương- Bí thư Thường trực Trung ương Đoàn thôi tham gia Ban Chấp hành, Ban Bí thư và thôi giữ chức Bí thư Thường trực Trung ương Đoàn nhiệm kỳ 2022-2027; điều động, chỉ định tham gia Ban Chấp hành, Ban Thường vụ Tỉnh ủy và giữ chức Phó Bí thư Tỉnh ủy Gia Lai nhiệm kỳ 2020-2025.